# رودخانه بو

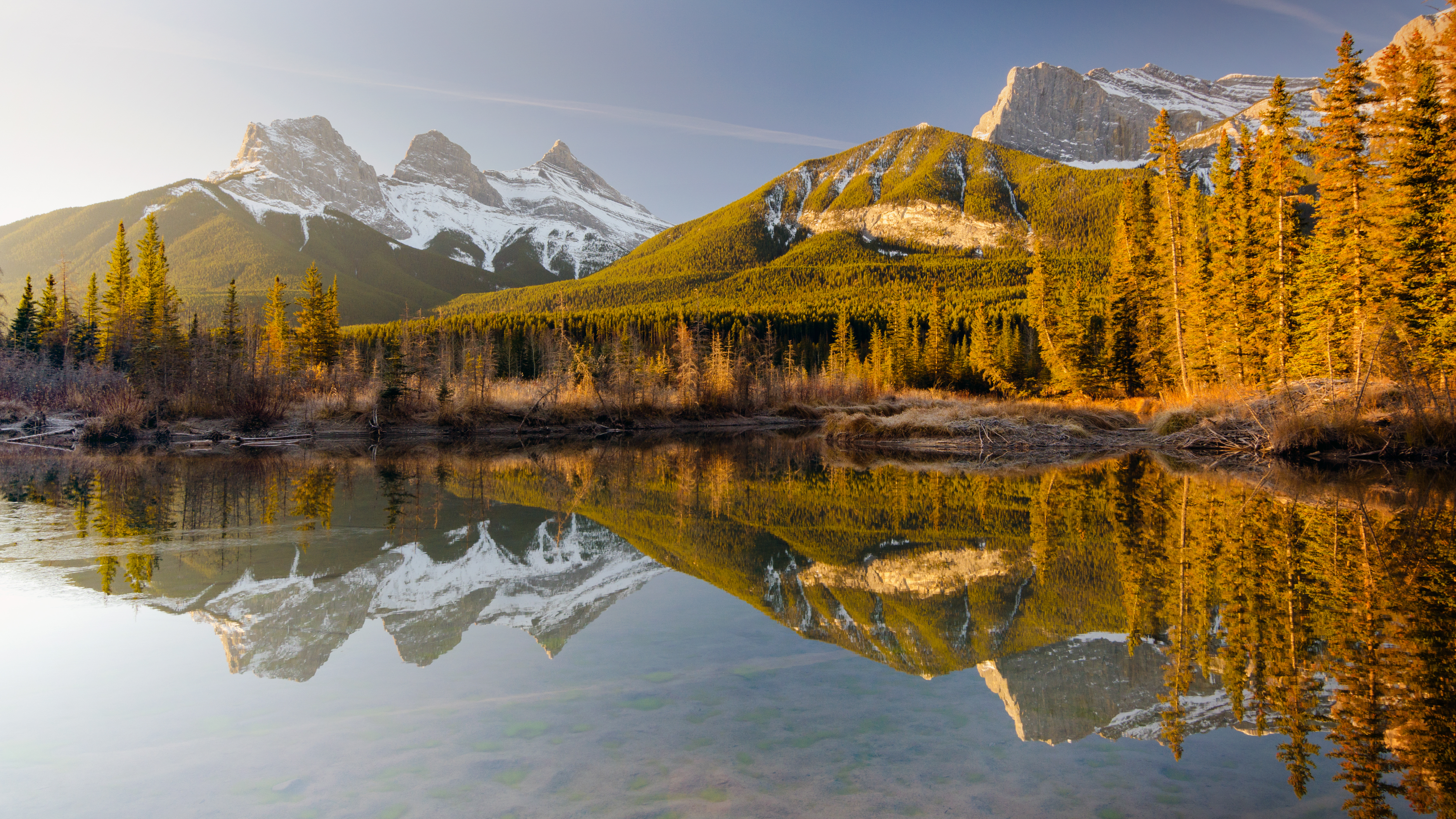
نگاره‌ای پهن از رودخانهٔ بو با منظره‌ای از کوه‌های سه خواهران و انعکاس تصویر در آب در استان آلبرتا، کانادا.

رودخانه بو (به انگلیسی: Bow River) رودخانه ای در استان آلبرتا کانادا است. این رودخانه از کوه‌های راکی سرچشمه می‌گیرد و با عبور از کوهپایه‌های آلبرتا و دشت‌های غربی کانادا در جنوب آلبرتا با رودخانه اولدمن ادغام می‌شود و رودخانه ساسکاچوان جنوبی را تشکیل می دهند. رودخانه بو با عبور از مرکز شهر کلگری، به همراه مسیرهای پیاده روی و دوچرخه سواری در حاشیه و ساحل رودخانه، از نمادها و جاذبه‌های اصلی گردشگری این شهر است.

## نگارخانه

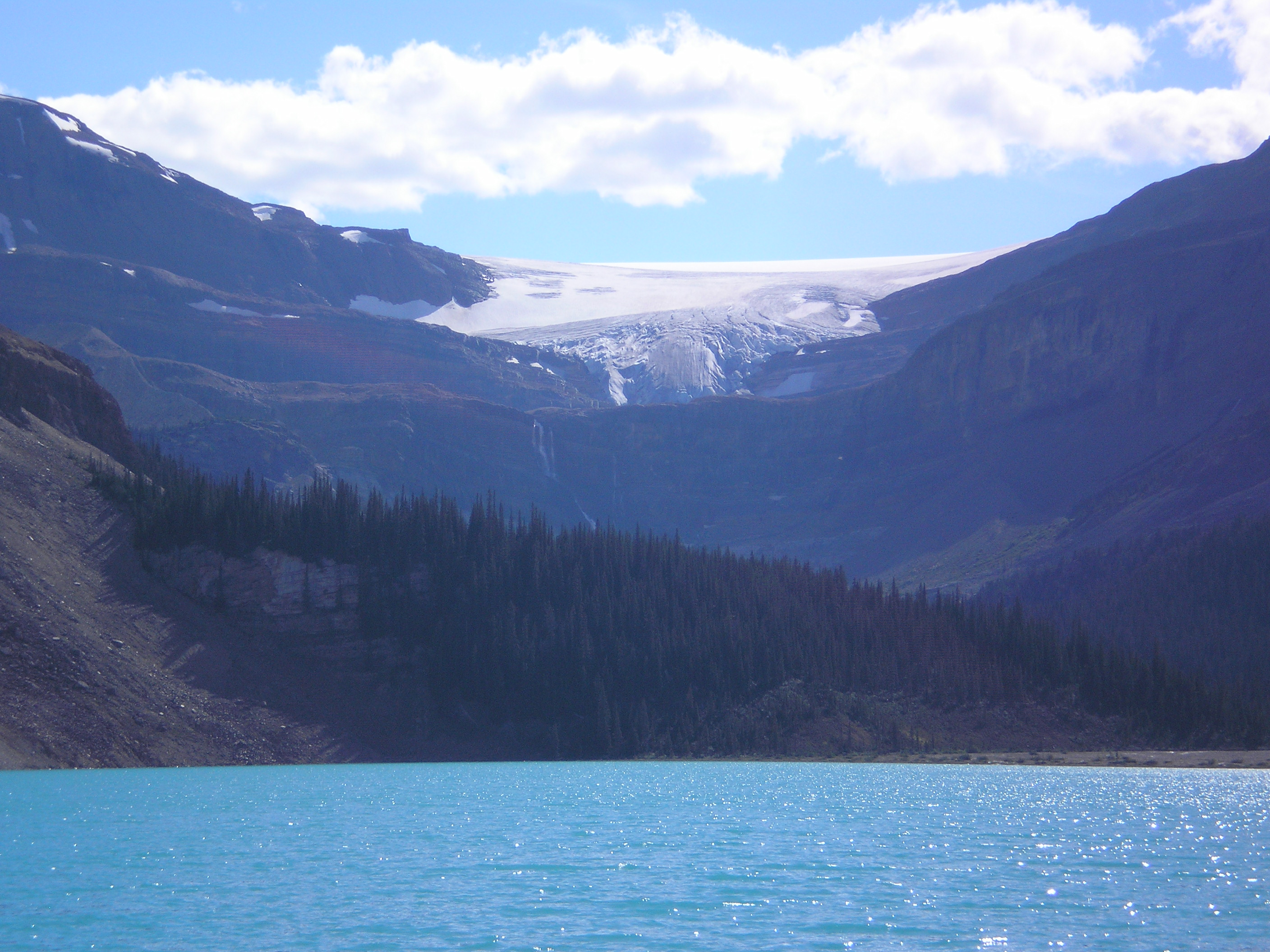
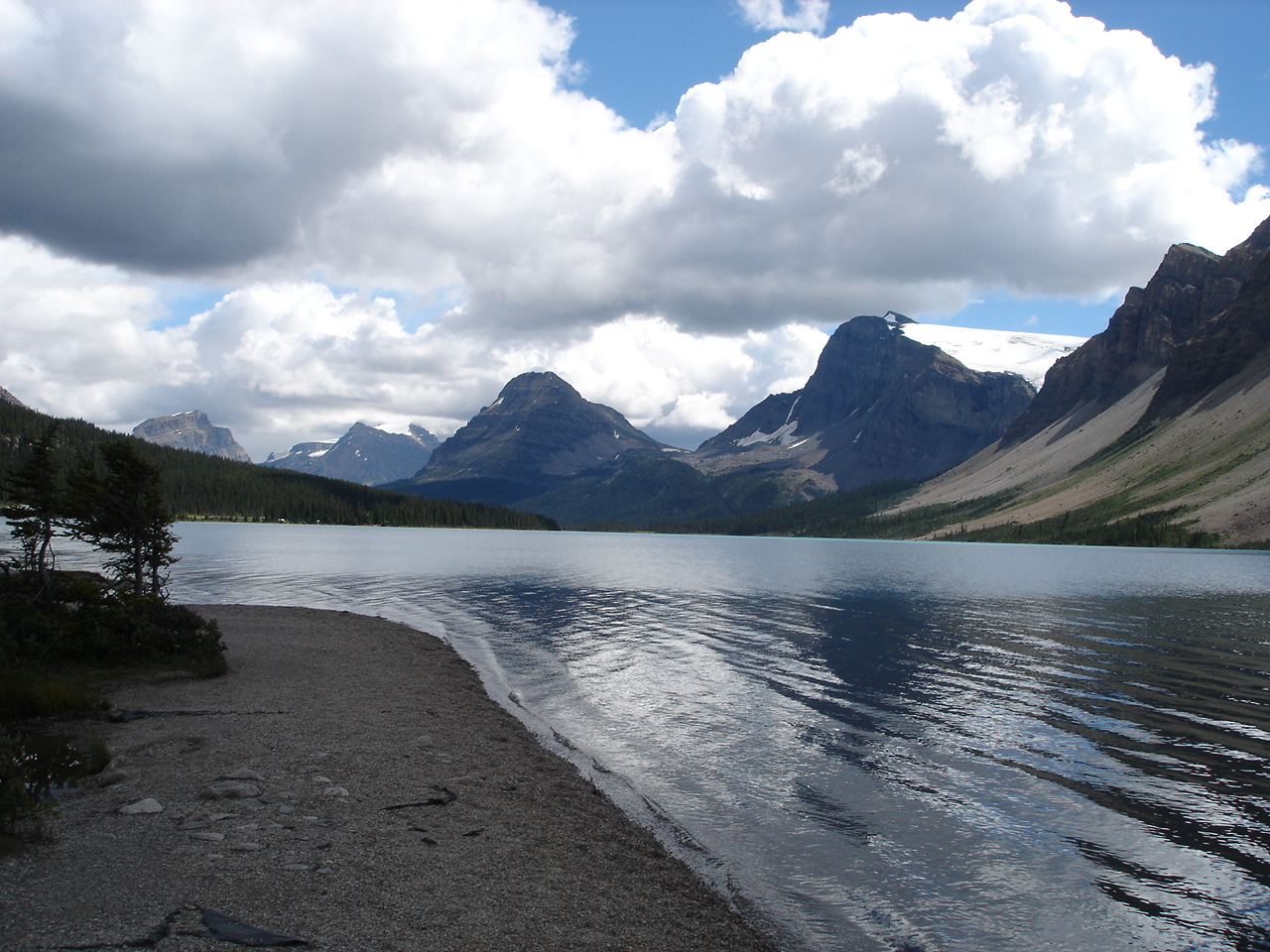
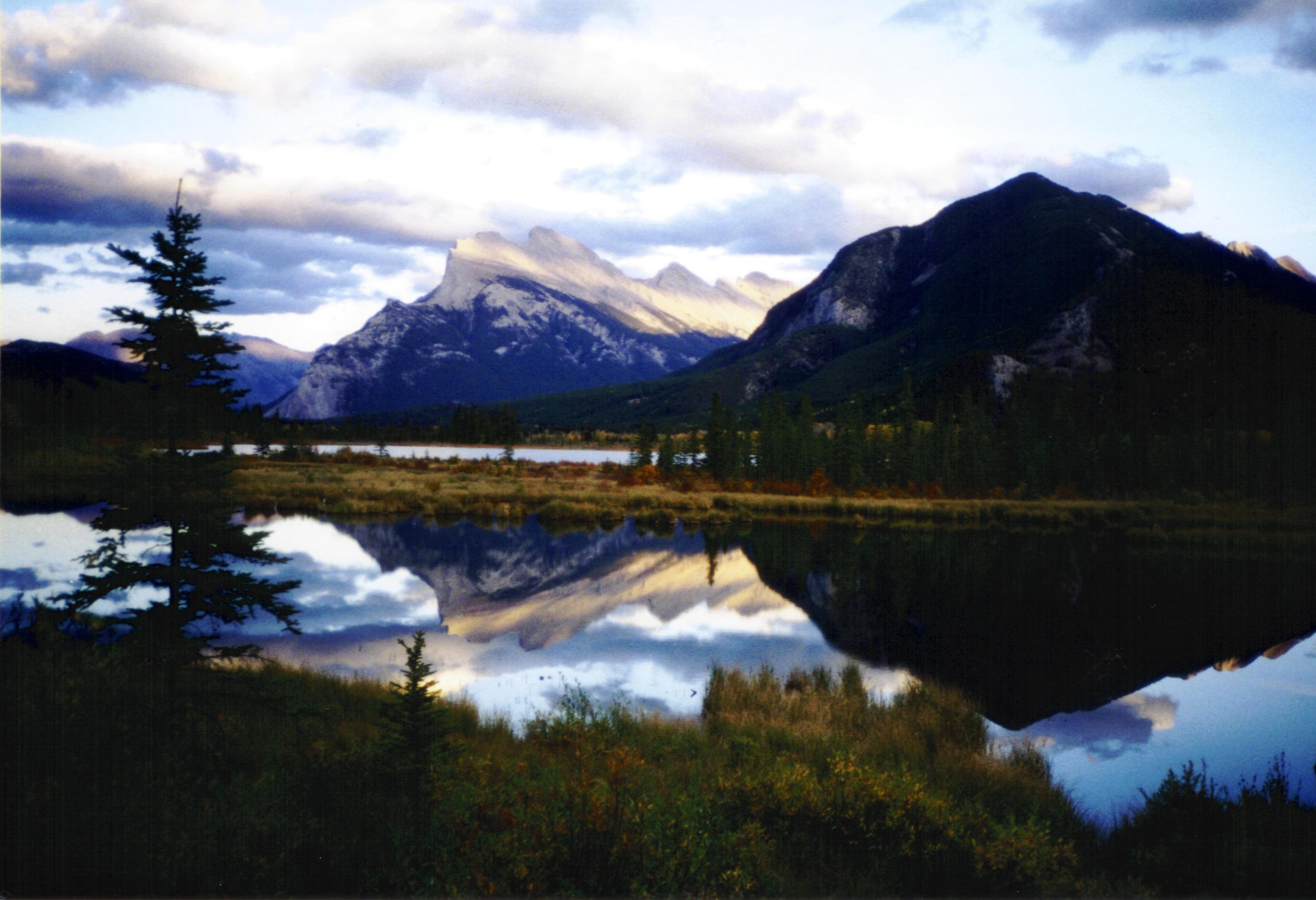
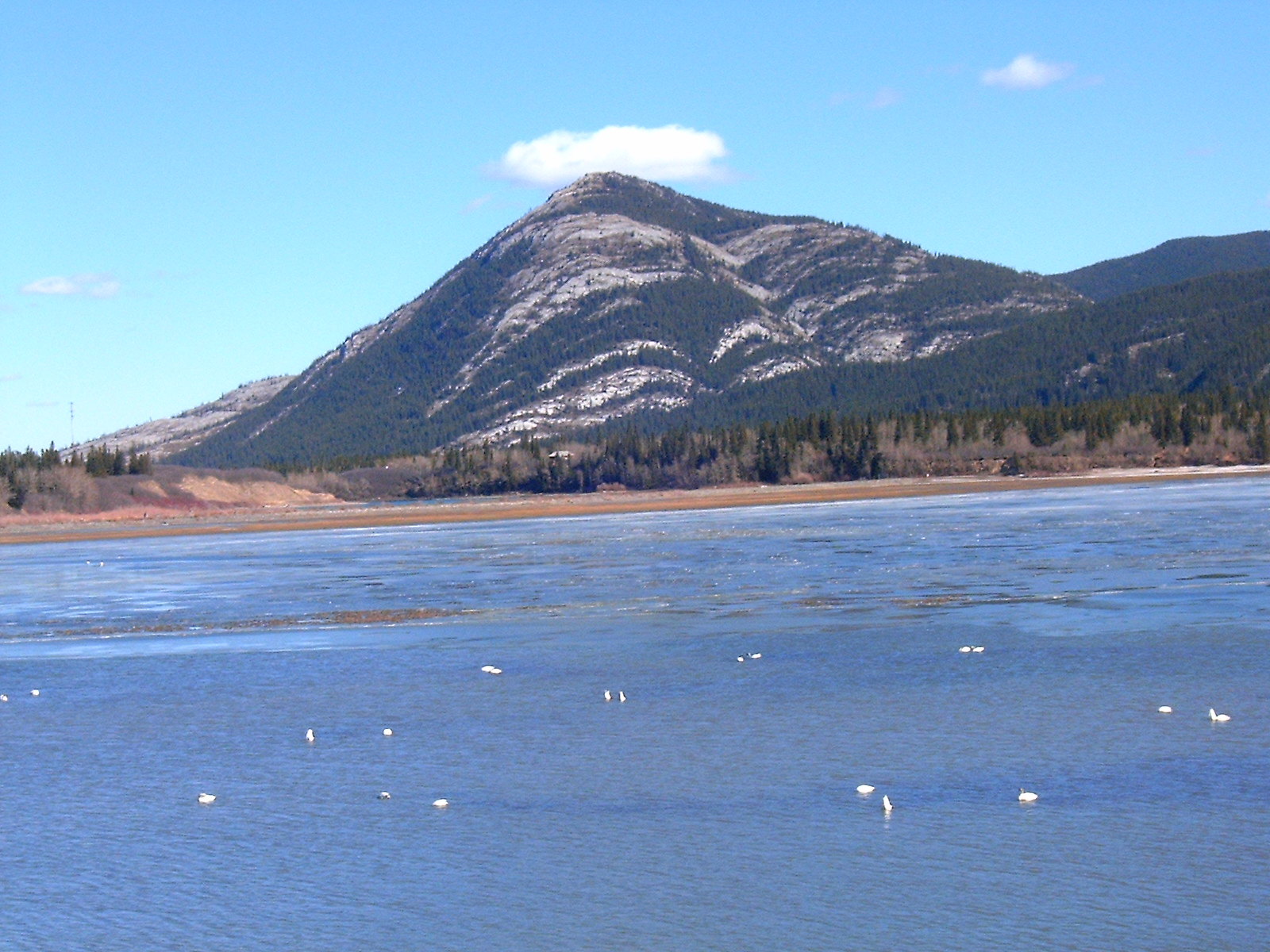
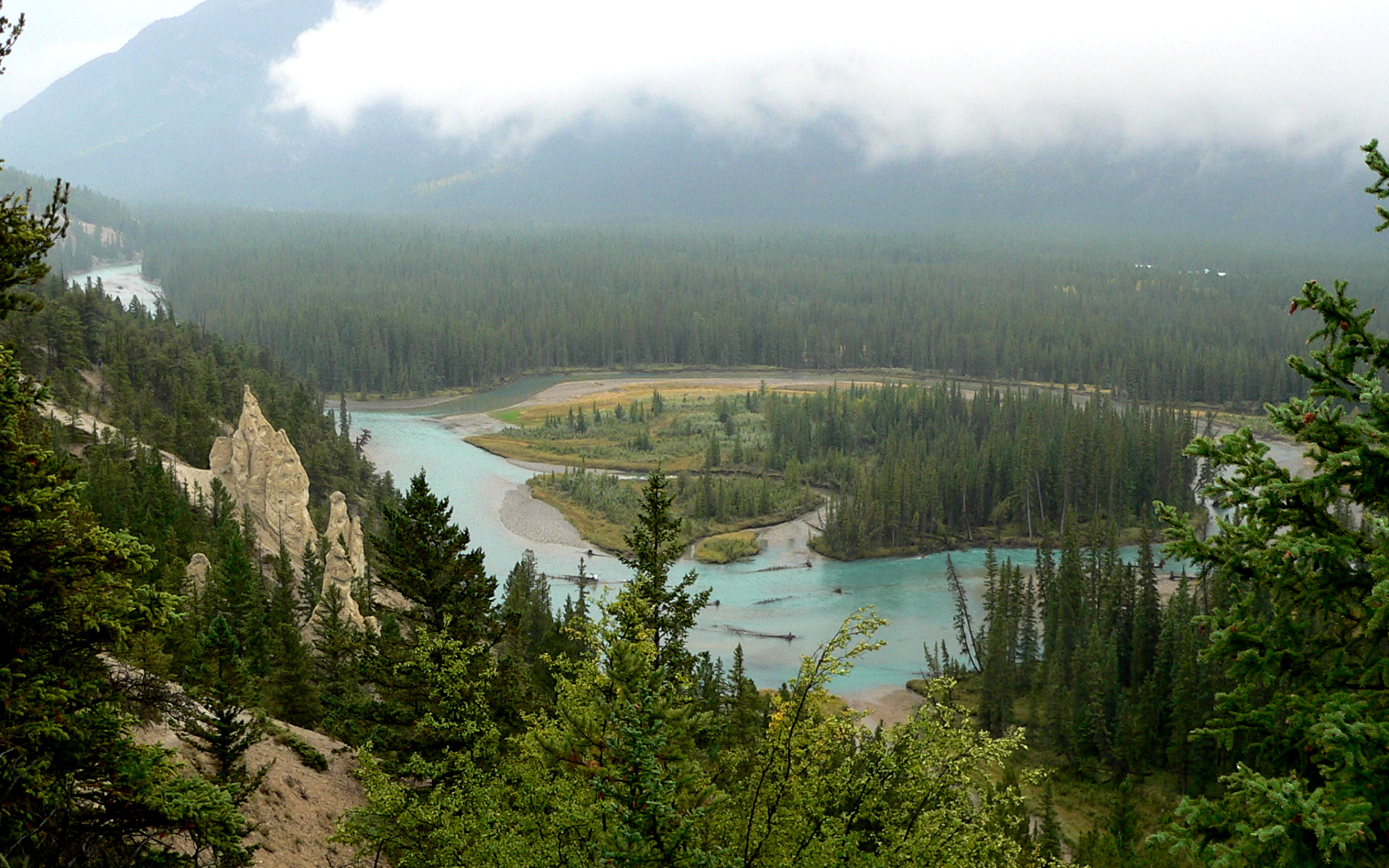
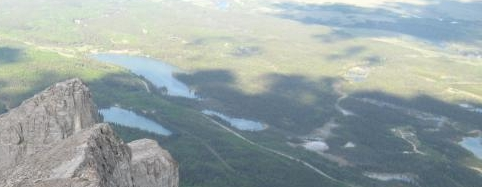
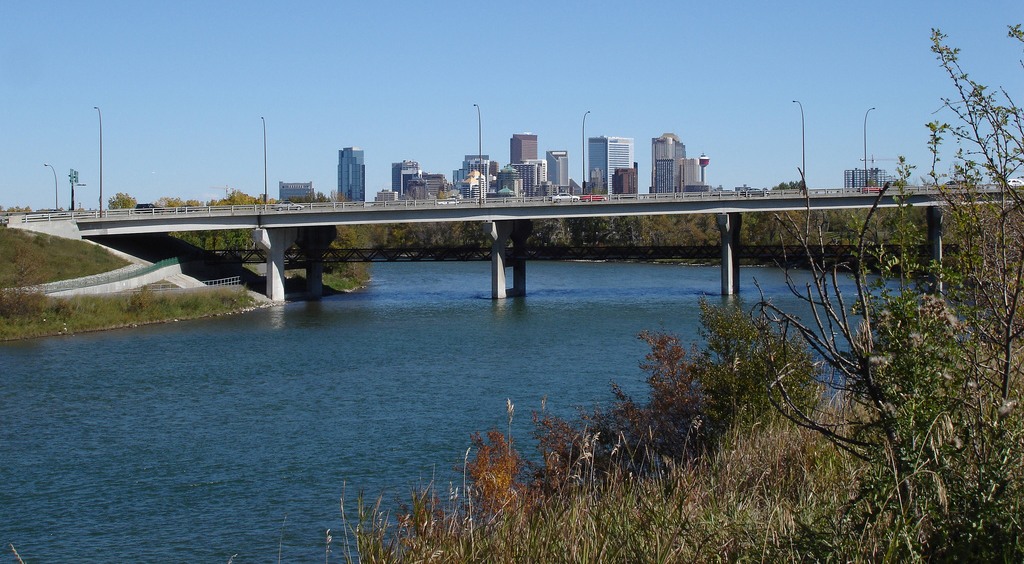
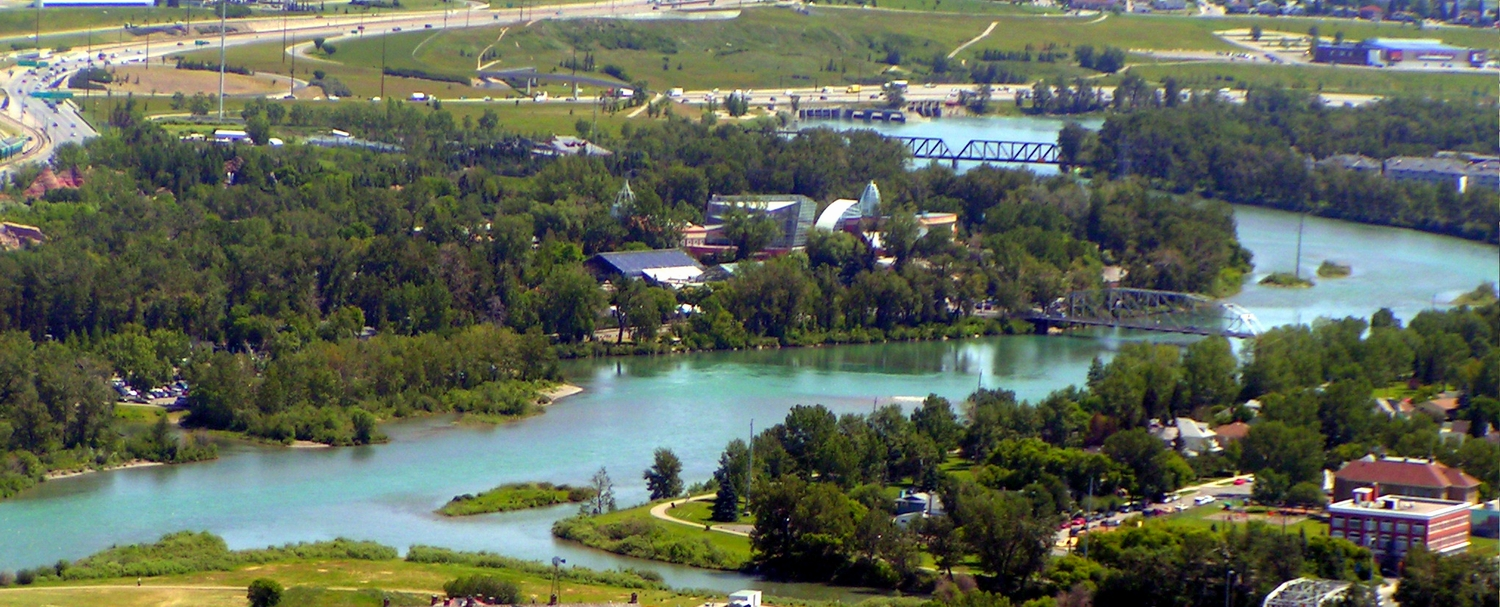